# Апачі-Джанкшн
Апачі-Джанкшн (англ. Apache Junction) — місто (англ. city) в США, в округах Марікопа і Пінал штату Аризона. Населення — 38 499 осіб (2020).

## Географія
Апачі-Джанкшн розташоване за координатами 33°23′54″ пн. ш. 111°32′7″ зх. д. / 33.39833° пн. ш. 111.53528° зх. д. (33.398314, -111.535346). За даними Бюро перепису населення США в 2010 році місто мало площу 90,66 км², з яких 90,63 км² — суходіл та 0,03 км² — водойми.

## Демографія
Згідно з переписом 2010 року, у місті мешкало 35 840 осіб у 15 574 домогосподарствах у складі 9372 родин. Густота населення становила 395 осіб/км². Було 22564 помешкання (249/км²).
Расовий склад населення:
| - 89,5 % — білих - 1,2 % — чорних або афроамериканців - 1,1 % — корінних американців - 0,8 % — азіатів - 0,1 % — вихідців з тихоокеанських островів - 4,9 % — осіб інших рас |

До двох чи більше рас належало 2,4 %. Частка іспаномовних становила 14,4 % від усіх жителів.
За віковим діапазоном населення розподілялося таким чином: 19,9 % — особи молодші 18 років, 54,0 % — особи у віці 18—64 років, 26,1 % — особи у віці 65 років та старші. Медіана віку мешканця становила 47,5 року. На 100 осіб жіночої статі у місті припадало 94,7 чоловіків; на 100 жінок у віці від 18 років та старших — 92,0 чоловіків також старших 18 років.
Середній дохід на одне домашнє господарство становив 44 555 доларів США (медіана — 35 671), а середній дохід на одну сім'ю — 52 361 долар (медіана — 42 920). Медіана доходів становила 40 736 доларів для чоловіків та 33 147 доларів для жінок. За межею бідності перебувало 24,0 % осіб, у тому числі 45,6 % дітей у віці до 18 років та 9,9 % осіб у віці 65 років та старших.
Цивільне працевлаштоване населення становило 11 074 особи. Основні галузі зайнятості: освіта, охорона здоров'я та соціальна допомога — 21,7 %, роздрібна торгівля — 17,3 %, науковці, спеціалісти, менеджери — 12,3 %, виробництво — 10,1 %.